# Хронопуло, Михаил Николаевич
Михаил Николаевич Хронопуло (3 сентября 1933, с. Двуглинкa, Луховицкий район, Московская область, РСФСР, СССР — 10 апреля 2012, Москва, Россия) — советский военно-морской деятель, командующий Черноморским флотом (1985—1991), адмирал (1986).

## Биография
Родился в семье Николая Павловича Хронопуло (1907—?) и Варвары Евстафьевны Чимякиной, выпускников Сельскохозяйственной академии имени К. А. Тимирязева. После Великой Отечественной войны отец создал новую семью и будущий адмирал воспитывался матерью.
Окончил среднюю школу № 25 г. Тюмени, Тихоокеанское высшее военно-морское училище имени С. О. Макарова (1952—1956), Военно-морскую академию (1970—1972), Военную академию Генерального штаба Вооружённых Сил СССР имени К. Е. Ворошилова (1983—1985).
- 1951—1952 годы — матрос,
- 1956—1964 годы — командир башни, группы управления, дивизиона главного калибра БЧ-2 лёгкого крейсера «Калинин» Тихоокеанского флота,
- 1964—1966 годы — старший помощник командира эсминца «Неудержимый»,
- 1966—1968 годы — командир большого ракетного корабля «Неудержимый»,
- 1969—1970 годы — командир большого противолодочного корабля «Строгий»,
- 1972—1973 годы — начальник штаба 173-й бригады эсминцев на Камчатке,
- 1973—1977 годы — командир 173-й бригады эсминцев на Камчатке,
- 1977—1979 годы — начальник штаба 8-й оперативной эскадры Тихоокеанского флота в Индийском океане,
- 1979—1982 годы — командир 8-й оперативной эскадры Тихоокеанского флота в Индийском океане, контр-адмирал.
  - В мае 1980 г. руководил совместными советско-южнойеменскими учениями по высадке морского десанта на остров Сокотру (НДРЙ).
- 1982—1985 годы — первый заместитель командующего Черноморским флотом.
- 1985—1991 годы — командующий Черноморским флотом. Член Военного Совета ОВС стран-участниц Варшавского договора (1985—1991). В 1988 г. под его руководством из территориальных вод СССР были вытеснены нарушившие их американские крейсер «Йорктаун» и эсминец «Кэрон». В 1991 году был обвинён в поддержке ГКЧП, уволен в отставку «по состоянию здоровья» 17 марта 1992 года.

Был председателем обществ «Крымское землячество» и адмирала Ф. Ф. Ушакова (1985—1991), представителем правительства Автономной республики Крым в Москве (1999—2003).

## Награды и звания
Награждён орденами Октябрьской Революции, Красного Знамени, Красной Звезды, «За службу Родине в Вооружённых Силах СССР» II и III степени и 21 медалью, из них 4 зарубежными, большой Золотой медалью Фонда мира, знаком отличия Автономной Республики Крым «За верность долгу» (2002).
- контр-адмирал (1979),
- вице-адмирал (1982),
- адмирал (1986).

## Мемуары
- Хронопуло М. Н. Жизнь моя — море. — СПб., 2014.

## Семья
- Дед — Павел (Павлос) Хронопуло, греческого происхождения, и бабушка — Ревекка Герцевна Израилевич, еврейского происхождения, — происходили из Ростова-на-Дону. Дед в 1914 году оставил семью и уехал в Грецию, связь с ним оборвалась[1].
- Двоюродный брат отца — скульптор Григорий Александрович Израилевич.
- Двоюродный брат — советско-американский физик, диссидент Юрий Георгиевич Хронопуло (1935—2021).
- Жена — Флора Николаевна Хронопуло (урождённая Ленкова), двоюродная сестра отца М. Н. Хронопуло (дочь его тёти — лингвиста Ады (Аделаиды) Фальковны Ленковой (1910—1996), автора научных трудов и учебников по лексикологии немецкого языка). 
  - Сын Сергей (род. 1959).